# 玻利维亚海军
玻利维亚海军（西班牙語：Armada Boliviana），现役人员约5000人，是一支内陆海军。

## 历史
1879年，玻利维亚与智利等国发生了硝石战争。在这次战争后，智利获得了玻利维亚的出海口，玻利维亚从此变成内陆国家。1963年1月，玻利维亚国防部批准建立了一支内河海军，当时只有4艘美国提供的船只和1800多人。

## 海军节
玻利维亚还拥有一个独特的节日：海洋日（Día del Mar），於每年3月23日。每逢“海洋日”这一天，玻利维亚都要举行隆重的阅兵仪式。一些小型军舰会被装扮一新，装上拖车，组成列队，在鲜花和彩旗中通过首都拉巴斯的广场，接受国家领导人和人民的检阅。在玻利维亚主要城市的大街上，处处可见“玻利维亚人要求出海口”的标语。

## 军事力量
玻利维亚是内陆海军强国，拥有各种舰艇达40多艘，并且拥有一支3600余人的舰艇部队和500人的海军陆战队。